# Fantásio

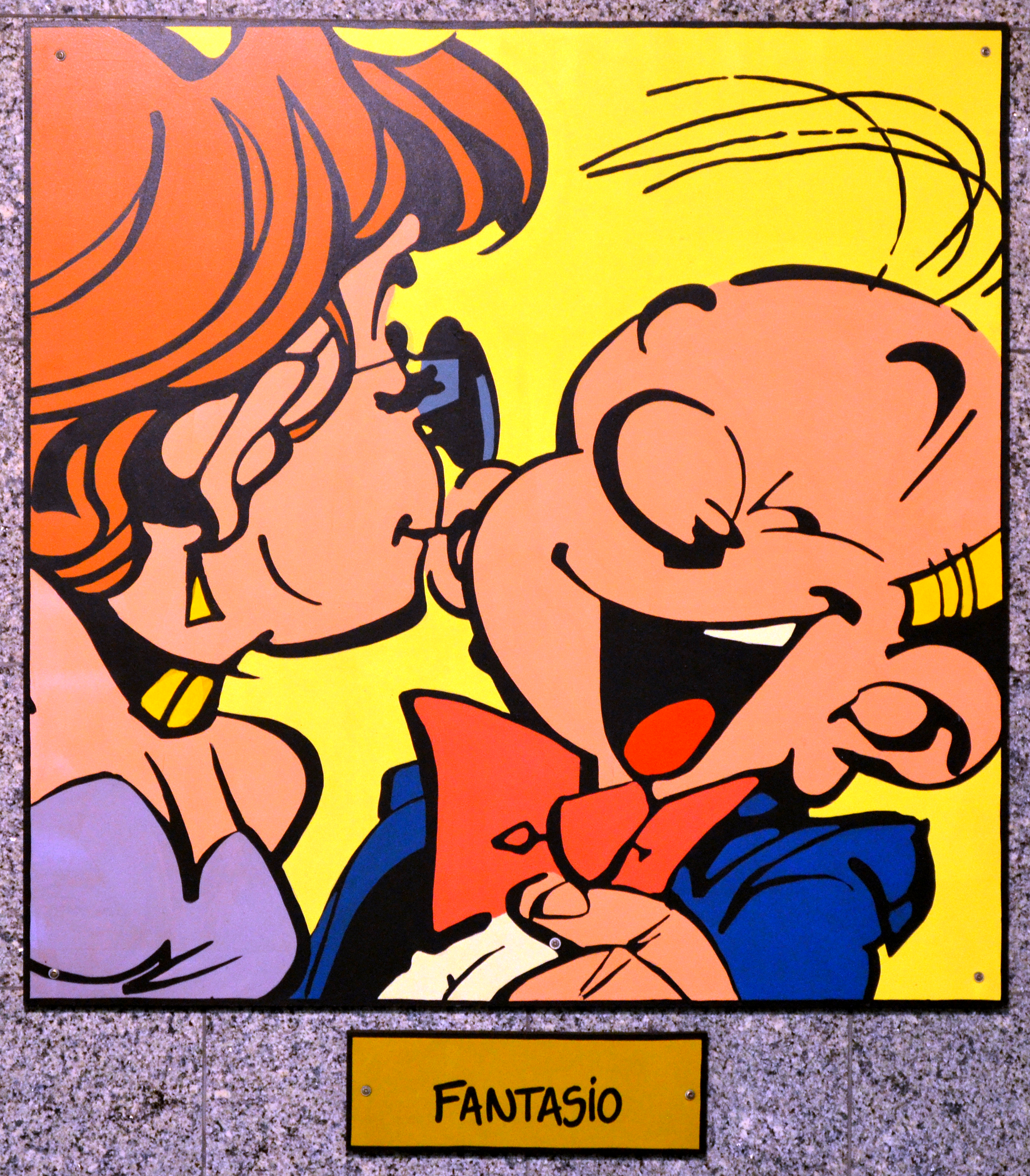
Fantásio

Fantásio é um personagem de ficção criado por Jean Doisy no Le Journal de Spirou em 1942. É um dos personagens principais da série de banda desenhada Spirou e Fantásio

## Biografia fictícia
Fantásio é inicialmente um jornalista do Moustic; posteriormente, e já na série Gaston Lagaffe, aparece como chefe da redacção do Jornal do Spirou, onde tem uma segunda vida, desta feita menos aventureira. Neste papel a sua relação com Gaston totalmente diferente da parceria que aparece nas aventuras de Spirou, rodando essencialmente em torno das desventuras e tentativas falhadas para assinar contratos com Monsieur Aimé de Mesmaeker para o jornal, frustradas por Gaston.

### Jogos vídeo
- Spirou (Infogrames, 1995)
- La Panique mécanique (UbiSoft, 2000)